# No pintamos nada
«No pintamos nada» es el tercer sencillo en ser extraído del álbum "Ya viene el Sol" del grupo español de música pop, Mecano. Esta canción es el surco que abre el Lado A en el álbum de vinilo. Es un tema que está hecho en ritmo de up-tempo y está compuesta y producida por Nacho Cano.

## Sobre la canción
Este tema es un claro ejemplo de lo que son esas típicas canciones hechas en estilo tecno-pop, su sonido es característico de este estilo musical, es decir, música de ritmo y melodía pegajosa, basándose principalmente en el uso de teclados y sintetizadores, así como también se da preferencia en lo que es la percusíón electrónica y el uso de efectos sonoros especiales para crear atmósferas.
El tema de por sí está muy bien producido, tiene un sonido muy profesional y es (como cosa rara) una de esas canciones en donde Nacho no usa extensivamente los backing vocals o voces de acompañamiento, algo muy propio de las canciones que él compone.

De lo que la canción trata, es en líneas generales, sobre la Guerra Fría: La letra de la canción nos sugiere un enfrentamiento bélico entre el Este (los Estados Unidos) y el Oeste (la Unión Soviética) y ya como temática menos obvia, nos refiere sobre la visión u opinión—o más bien el sentir—que pueden tener a veces los soldados que son enviados a pelear, en donde nunca opinan nada y solo están allí para cumplir las órdenes. La opinión que puedan tener en un momento determinado sobre algo en particular no vale, porque las decisiones a tomar las deciden los otros, a un nivel mucho más alto en la jerarquía... Precisamente de allí viene referido el título de la canción, "no pintamos nada", frase muy usada en el lenguaje coloquial español para designar que quien la dice no tiene ni voz ni voto en determinado asunto.
Es muy típico no solo de Nacho sino también de José María, lo de incluir dentro de la letra de las canciones de Mecano frases, modismos o giros lingüísticos característicos de España... En esta canción en particular podemos señalar la siguiente: "... Mira que son bestias / que se van a liar a tiros / y nosotros aquí en medio / sin comerlo ni beberlo estamos. / Mira que son bordes / cómo juegan a ser hombres ...". Para la persona no familiarizada con estas expresiones lo que nos narra la canción puede resultar algo confuso.

## Palabras de Nacho sobre la canción
En una entrevista realizada previamente al lanzamiento del álbum, Nacho Cano opina lo siguiente sobre la canción:

Entrevistador—Hagamos un repaso de las canciones: "No pintamos nada".

Ignacio Cano—Es uno de los temas más bailables del disco, el título lo dice todo... la sensación que tiene la gente joven de que todo se lo dan hecho, es además, un tema en el que mucha gente encontrará connotaciones pacifistas, anti-militaristas con el que se identificará plenamente.
Texto extraído del Dosier promocional que viene incluido en el LP "Ya viene el Sol" (edición especial de presentación del álbum a la Prensa).

## Grabación, formatos, versiones y vídeoclip para México
Las versión del álbum fue grabada en Londres, entre los Estudios Lillye Yard, Snake Ranch y, Estudios Nova, y luego posteriormente mezclada en los Estudios Red Bus (Londres) con Austin Ince como ingeniero de mezcla.
En cambio, "No pintamos nada" (Nueva versión industrial), fue grabada y mezclada en los Estudios Audiofilm de Madrid y contó con la colaboración de Luis Fernández Soria como ingeniero de grabación y mezlca.
Esta canción fue publicada en formato de disco sencillo de vinilo y en maxisencillo de 12 pulgadas. La canción además fue también publicada en dos versiones diferentes: 1.) Versión álbum (3 min. 50 s) la que está incluida en el LP y, 2.) "Nueva versión industrial" (sic) (6 min. 08 s) la que está incluida en la Lado A del maxisencillo, la cual se trata de un tema musical netamente instrumental ya que casi toda la canción es solo música, acompañada de ruidos (efectos especiales) y además tiene muy pocas voces agregadas. Estuvo acompañada como Lado B—tanto en el sencillo como en el maxisencillo—de un tema inédito que no fue incluido en el track-list del álbum, se trata de "La extraña posición", publicado del mismo modo en dos versiones ligeramente diferentes una de la otra.
En febrero de 1985, Televisa grabó un videoclip del tema, siendo el único vídeo musical que llegó a tener la canción, en dicho vídeoclip se muestra a los integrantes de Mecano representados como aristócratas de una lujosa residencia en medio de un bosque, que al tener diversas amenazas del lado enemigo deciden entrenar para defender su territorio.
El contexto puede llegar a parecer incoherente, pero es parte de una historia mostrada en el especial titulado Video Mecano.
Dicho Videoclip se emitió en México únicamente en 1985, tiempo después del Terremoto de México de 1985 se reeditó el vídeo y sufrió una censura, omitiendo la mitad final de la canción, esta censura se mostró a partir de 1988 y posteriormente en 2021 por medio del especial titulado Especial Las Estrellas, 70 años brillando juntos

## Lista de canciones

### Sencillo de vinilo (7 inches)

#### Lado A
- «No pintamos nada» (versión álbum) (3:50) (I. Cano)

#### Lado B
- «La extraña posición» (versión original o versión del sencillo) (4:51) (I. Cano).
Tema inédito no incluido en el álbum "Ya viene el Sol".

### Maxisencillo de vinilo (12 inches)

#### Lado A
- «No pintamos nada» (nueva versión industrial) (6:08) (I. Cano).

#### Lado B
- «La extraña posición» (versión disco-mix) (5:27) (I. Cano).